# Fissicepheus curvisetosus
Fissicepheus curvisetosus är en kvalsterart som beskrevs av Kubota 200. Fissicepheus curvisetosus ingår i släktet Fissicepheus och familjen Tetracondylidae. Inga underarter finns listade i Catalogue of Life.